# جون وايتهيد
جون وايتهيد (3 سبتمبر 1925 - 15 أغسطس 2000) (بالإنجليزية: John Whitehead)‏ هو لاعب كريكت بريطاني وبريطاني (وحمل سابقاً جنسية المملكة المتحدة لبريطانيا العظمى وأيرلندا).